# Virola coelhoi
Virola coelhoi är en tvåhjärtbladig växtart som beskrevs av William Antônio Rodrigues. Virola coelhoi ingår i släktet Virola och familjen Myristicaceae. Inga underarter finns listade i Catalogue of Life.